# Gianni Nocenzi
Gianni Nocenzi, all'anagrafe Giovanni Nocenzi (Marino, 27 dicembre 1952), è un musicista, tastierista e compositore italiano.
Insieme al fratello Vittorio è stato il fondatore del Banco del Mutuo Soccorso, ma nel 1985 ha lasciato il gruppo per intraprendere una nuova strada protesa verso la ricerca dell'aspetto tecnologico della musica, in particolare sui mezzi di produzione dell'audio e la creazione dei suoni.

## Discografia

### Da solista
- 1988 – Empusa
- 1993 – Soft Songs
- 2016 – Miniature

### Con il Banco del Mutuo Soccorso
- 1972 – Banco del Mutuo Soccorso
- 1972 – Darwin!
- 1973 – Io sono nato libero
- 1975 – Banco
- 1976 – Garofano rosso (colonna sonora)
- 1976 – Come in un'ultima cena
- 1976 – As in a Last Supper
- 1978 – ...di terra
- 1979 – Canto di primavera
- 1979 – Capolinea (live)
- 1980 – Urgentissimo
- 1981 – Buone notizie
- 1983 – Banco
- 1989 – Donna Plautilla (raccolta)
- 2003 – No palco (live)
- 2005 – Seguendo le tracce (live)